# Skibob-Weltmeisterschaften 2022
Die 41. Skibob-Weltmeisterschaften fanden von 2. bis 6. März 2022 am Stuhleck im österreichischen Bundesland Steiermark statt. Ausgetragen wurden die Disziplinen Super-G, Riesenslalom und Slalom. Medaillen wurden außerdem in der Kombinationswertung vergeben. Für die Organisation zeichnete der Skiclub Spital am Semmering verantwortlich, der bereits die Skibob-Weltmeisterschaften 2014 veranstaltet hatte. Es waren die ersten Weltmeisterschaften seit Ausbruch der COVID-19-Pandemie zwei Jahre zuvor.

## Teilnehmer
Teilnehmerländer und Anzahl der Starter in Klammern:
| Europa (5 Länder)                                    | Europa (5 Länder)                | Europa (5 Länder) |
| ---------------------------------------------------- | -------------------------------- | ----------------- |
| - Deutschland (11) - Luxemburg (2) - Österreich (49) | - Schweiz (12) - Tschechien (23) |                   |
| Amerika (3 Länder)                                   |                                  |                   |
| - Brasilien (1) - Chile (1)                          | - Vereinigte Staaten (1)         |                   |

## Medaillenspiegel
Berücksichtigt sind nur die Rennen in der allgemeinen Klasse.
| Platz | Land       |   |   |   |    |
| ----- | ---------- | - | - | - | -- |
| 1     | Tschechien | 6 | 3 | 3 | 12 |
| 2     | Österreich | 2 | 4 | 2 | 8  |
| 3     | Luxemburg  | – | 1 | 2 | 3  |
| 4     | Schweiz    | – | – | 1 | 1  |

## Herren

### Super-G
| Platz | Land | Sportler               | Zeit (min) |
| ----- | ---- | ---------------------- | ---------- |
| 01    | AUT  | Joachim Knauß          | 1:08,03    |
| 02    | CZE  | Pavel Čiháček          | 1:08,08    |
| 03    | AUT  | Markus Achleitner      | 1:08,40    |
| 04    | SUI  | Franz Tschümperlin     | 1:08,59    |
| 05    | SUI  | Björn Walter           | 1:08,91    |
| 06    | SUI  | Christian Tschümperlin | 1:08,94    |
| 07    | USA  | Gerfried Seeber        | 1:08,97    |
| 08    | AUT  | Leonhard Wegmayr       | 1:08,98    |
| 09    | CZE  | Pavel Hlaváč           | 1:08,99    |
| 10    | AUT  | Martin Gastl           | 1:09,69    |

Datum: 3. März, 10:30 Uhr

Strecke: Schlieferwiese

Starthöhe: 1250 m, Zielhöhe: 890 m

Höhenunterschied: 360 m, Länge: 1130 m

Kurssetzer: Markus Moser (AUT), 31 Tore
25 Sportler am Start, davon 24 klassiert

Titelverteidiger:  Pavel Čiháček

### Riesenslalom
| Platz | Land | Sportler               | Zeit (min) |
| ----- | ---- | ---------------------- | ---------- |
| 01    | AUT  | Joachim Knauß          | 2:05,25    |
| 02    | CZE  | Pavel Čiháček          | 2:06,00    |
| 03    | SUI  | Björn Walter           | 2:06,76    |
| 04    | SUI  | Franz Tschümperlin     | 2:07,16    |
| 05    | CZE  | Pavel Hlaváč           | 2:07,74    |
| 06    | AUT  | Markus Achleitner      | 2:07,78    |
| 07    | SUI  | Christian Tschümperlin | 2:08,12    |
| 08    | AUT  | Roland Wlezcek         | 2:08,20    |
| 09    | AUT  | Leonhard Wegmayr       | 2:08,96    |
| 10    | CZE  | Michal Pasler          | 2:09,61    |

Datum: 4. März, 10:45 Uhr bzw. 13:45 Uhr

Strecke: Schlieferwiese

Starthöhe: 1170 m, Zielhöhe: 890 m

Höhenunterschied: 280 m

Kurssetzer 1. Durchgang: Markus Moser (AUT), 38 Tore

Kurssetzer 2. Durchgang: Reto Gubelmann (SUI), 38 Tore
25 Sportler am Start, davon 22 klassiert

Titelverteidiger:  Pavel Čiháček

### Slalom
| Platz | Land | Sportler           | Zeit (min) |
| ----- | ---- | ------------------ | ---------- |
| 01    | CZE  | Pavel Čiháček      | 2:11,28    |
| 02    | AUT  | Leonhard Wegmayr   | 2:12,47    |
| 03    | CZE  | Pavel Hlaváč       | 2:12,74    |
| 04    | AUT  | Markus Achleitner  | 2:12,97    |
| 05    | AUT  | Martin Gutjahr     | 2:18,16    |
| 06    | AUT  | Roland Wlezcek     | 2:18,58    |
| 07    | SUI  | Franz Tschümperlin | 2:18,82    |
| 08    | AUT  | Martin Gastl       | 2:20,32    |
| 09    | AUT  | Harald Auer        | 2:20,43    |
| 10    | AUT  | Lukas Kalinitsch   | 2:20,86    |

Datum: 5. März, 9:00 Uhr bzw. 12:30 Uhr

Strecke: Schlieferwiese

Starthöhe: 1170 m, Zielhöhe: 990 m

Höhenunterschied: 180 m

Kurssetzer 1. Durchgang: Markus Moser (AUT), 64 Tore

Kurssetzer 2. Durchgang: Reto Gubelmann (SUI), 59 Tore
25 Sportler am Start, davon 22 klassiert

Titelverteidiger:  Pavel Čiháček

### Kombination
| Platz | Land | Sportler               | Zeit (min) |
| ----- | ---- | ---------------------- | ---------- |
| 01    | CZE  | Pavel Čiháček          | 5:25,36    |
| 02    | AUT  | Markus Achleitner      | 5:29,15    |
| 03    | CZE  | Pavel Hlaváč           | 5:29,47    |
| 04    | AUT  | Leonhard Wegmayr       | 5:30,41    |
| 05    | SUI  | Franz Tschümperlin     | 5:34,57    |
| 06    | AUT  | Roland Wlezcek         | 5:36,52    |
| 07    | SUI  | Christian Tschümperlin | 5:38,98    |
| 08    | SUI  | Björn Walter           | 5:39,11    |
| 09    | AUT  | Martin Gastl           | 5:42,24    |
| 10    | CZE  | Aleš Housa             | 5:43,47    |

Das Ergebnis der Kombination setzt sich aus den addierten Zeiten von Super-G, Riesenslalom und Slalom zusammen.

20 Sportler klassiert
Titelverteidiger:  Pavel Čiháček

## Damen

### Super-G
| Platz | Land | Sportler                      | Zeit (min) |
| ----- | ---- | ----------------------------- | ---------- |
| 01    | CZE  | Aneta Havlíčková              | 1:11,05    |
| 02    | LUX  | Kerstin Zoister               | 1:13,25    |
| 03    | CZE  | Stanislava Preclíková         | 1:13,34    |
| 04    | AUT  | Pia Zoister                   | 1:15,11    |
| 05    | CZE  | Kristýna Harnachová           | 1:15,35    |
| 06    | GER  | Silvia Steininger             | 1:16,34    |
| 07    | AUT  | Maria Kalinitsch              | 1:16,65    |
| 08    | CZE  | Bára Špotová                  | 1:17,57    |
| 09    | BRA  | Christiane Driemeyer-Stenchly | 1:34,51    |
| 10    | CHI  | Ursula Domes                  | 1:34,77    |

Datum: 3. März, 10:30 Uhr

Strecke: Schlieferwiese

Starthöhe: 1250 m, Zielhöhe: 890 m

Höhenunterschied: 360 m, Länge: 1130 m

Kurssetzer: Markus Moser (AUT), 31 Tore
10 Sportlerinnen am Start, davon 10 klassiert

Titelverteidigerin:  Aneta Havlíčková

### Riesenslalom
| Platz | Land | Sportler                      | Zeit (min) |
| ----- | ---- | ----------------------------- | ---------- |
| 01    | CZE  | Aneta Havlíčková              | 2:12,18    |
| 02    | CZE  | Stanislava Preclíková         | 2:14,15    |
| 03    | AUT  | Pia Zoister                   | 2:18,96    |
| 04    | LUX  | Kerstin Zoister               | 2:19,59    |
| 05    | GER  | Silvia Steininger             | 2:20,18    |
| 06    | CZE  | Kristýna Harnachová           | 2:21,10    |
| 07    | AUT  | Maria Kalinitsch              | 2:21,67    |
| 08    | CHI  | Ursula Domes                  | 2:52,53    |
| 09    | CZE  | Bára Špotová                  | 2:52,83    |
| 10    | BRA  | Christiane Driemeyer-Stenchly | 3:07,34    |

Datum: 4. März, 10:45 Uhr bzw. 13:45 Uhr

Strecke: Schlieferwiese

Starthöhe: 1170 m, Zielhöhe: 890 m

Höhenunterschied: 280 m

Kurssetzer 1. Durchgang: Markus Moser (AUT), 38 Tore

Kurssetzer 2. Durchgang: Reto Gubelmann (SUI), 38 Tore
10 Sportlerinnen am Start, davon 10 klassiert

Titelverteidigerin:  Gabriela Jašková

### Slalom
| Platz | Land | Sportler                      | Zeit (min) |
| ----- | ---- | ----------------------------- | ---------- |
| 01    | CZE  | Stanislava Preclíková         | 2:20,97    |
| 02    | AUT  | Pia Zoister                   | 2:28,88    |
| 03    | LUX  | Kerstin Zoister               | 2:37,29    |
| 04    | CZE  | Kristýna Harnachová           | 2:43,04    |
| 05    | AUT  | Maria Kalinitsch              | 2:43,85    |
| 06    | GER  | Silvia Steininger             | 2:50,42    |
| 07    | CZE  | Bára Špotová                  | 2:52,95    |
| 08    | CHI  | Ursula Domes                  | 3:12,84    |
| 09    | BRA  | Christiane Driemeyer-Stenchly | 3:25,92    |

Datum: 5. März, 9:00 Uhr bzw. 12:30 Uhr

Strecke: Schlieferwiese

Starthöhe: 1170 m, Zielhöhe: 990 m

Höhenunterschied: 180 m

Kurssetzer 1. Durchgang: Markus Moser (AUT), 64 Tore

Kurssetzer 2. Durchgang: Reto Gubelmann (SUI), 59 Tore
10 Sportlerinnen am Start, davon 9 klassiert

Ausgeschieden: Aneta Havlíčková (CZE)
Titelverteidigerin:  Stanislava Preclíková

### Kombination
| Platz | Land | Sportler                      | Zeit (min) |
| ----- | ---- | ----------------------------- | ---------- |
| 01    | CZE  | Stanislava Preclíková         | 5:48,46    |
| 02    | AUT  | Pia Zoister                   | 6:02,95    |
| 03    | LUX  | Kerstin Zoister               | 6:10,13    |
| 04    | CZE  | Kristýna Harnachová           | 6:19,49    |
| 05    | AUT  | Maria Kalinitsch              | 6:22,17    |
| 06    | GER  | Silvia Steininger             | 6:26,94    |
| 07    | CZE  | Bára Špotová                  | 7:03,35    |
| 08    | CHI  | Ursula Domes                  | 7:40,14    |
| 09    | BRA  | Christiane Driemeyer-Stenchly | 8:07,77    |

Das Ergebnis der Kombination setzt sich aus den addierten Zeiten von Super-G, Riesenslalom und Slalom zusammen.

9 Sportlerinnen klassiert
Titelverteidigerin:  Stanislava Preclíková

## Altersklassen
Neben den Herren- und Damenrennen in der allgemeinen Klasse wurden in allen Disziplinen auch die Weltmeister in den Altersklassen Kinder 12 (nur männlich), Schüler 15 (weiblich und männlich), Jugend 19 (weiblich und männlich), Masters (nur weiblich), Masters 30, Masters 40, Masters 50 und Masters 60 (alle nur männlich) ermittelt.